# Episodi di Dixon of Dock Green (prima stagione)
La prima stagione della serie televisiva Dixon of Dock Green è andata in onda nel Regno Unito dal 9 luglio 1955 al 13 agosto 1955 su BBC One.
| nº | Titolo originale          | Prima TV UK    |
| -- | ------------------------- | -------------- |
| 1  | PC Crawford's First Pinch | 9 luglio 1955  |
| 2  | Needle in a Haystack      | 16 luglio 1955 |
| 3  | Night Beat                | 23 luglio 1955 |
| 4  | The Dock Green Desperado  | 30 luglio 1955 |
| 5  | Dixie                     | 6 agosto 1955  |
| 6  | London Pride              | 13 agosto 1955 |

## PC Crawford's First Pinch
- Prima televisiva: 9 luglio 1955

### Trama
- Interpreti: Peter Byrne (agente Andy Crawford), Anthony Green (Pat Cooney), Malcolm Hayes (Paul Witt), Reginald Hearne (sergente Green), Harry Landis (Finch), Sally Lewis (Cyclist), Bernadette Milnes (Hilda Cooney), Arthur Rigby (sergente Flint), John Rorke (Ned Cooney), Jack Warner (agente George Dixon), Billie Whitelaw (Mary Dixon), Neil Wilson (agente Tubb Barrell)

## Needle in a Haystack
- Prima televisiva: 16 luglio 1955

### Trama
- Interpreti: Hilda Barry (Mrs. Edwards), Peter Byrne (agente Andy Crawford), Dorothy Casey (Nancy), Robert Cawdron (ispettore Gordon), Keith Davis (Archie Somers), Hugh Evans (Brian Simon), Hilda Fenemore (Mrs. Somers), Mary Hignett (Mrs. Simon), Marguerite Jenkins (Sylvia Simon), Edie Martin (Ma Harriet), Arthur Rigby (sergente Flint), Raymond Rollett (Lennie), John Vere (Mr. Medhurst), Tony Wager (Billy Monks), Jack Warner (agente George Dixon), Billie Whitelaw (Mary Dixon), Neil Wilson (agente Tubb Barrell)

## Night Beat
- Prima televisiva: 23 luglio 1955

### Trama
- Interpreti: Nan Braunton (Mrs. Wotherspoon), Peter Byrne (agente Andy Crawford), John Cazabon (Mr. Cardew), Ann Greenland (Cora), Russell Hunter (Peter), Pauline Loring (Maud Cardew), Eliot Makeham (Billy Duff), Myrtle Reed (Mildred Duff), Arthur Rigby (sergente Flint), Jack Warner (agente George Dixon), Billie Whitelaw (Mary Dixon), Neil Wilson (agente Tubb Barrell)

## The Dock Green Desperado
- Prima televisiva: 30 luglio 1955

### Trama
- Interpreti: Michael Brennan (Mr. Warren), Peter Byrne (agente Andy Crawford), Fanny Carby (Mrs. Warren), Dorothy Casey (Nancy), Robert Cawdron (ispettore Gordon), Lionel Ngakane (Thomas Chambers), Andrew Ray (Danny Bishop), Arthur Rigby (sergente Flint), Margaret Sawyer (Mavis Warren), Jack Warner (agente George Dixon), Rita Webb (Mrs. Cartwright), Billie Whitelaw (Mary Dixon), Jane Whiting (Mrs. Bishop), Neil Wilson (agente Tubb Barrell)

## Dixie
- Prima televisiva: 6 agosto 1955

### Trama
- Interpreti: Clare Austin (Doris Monroe), Peter Byrne (agente Andy Crawford), Ronald Clarke (Harry Lane), Tony Doonan (Alf), Dorothy Gordon (Mrs. Davis), Jane Grahame (Mrs. Monroe), Roddy Hughes (Mr. Monroe), Arthur Rigby (sergente Flint), Jack Warner (agente George Dixon), Billie Whitelaw (Mary Dixon), Neil Wilson (agente Tubb Barrell)

## London Pride
- Prima televisiva: 13 agosto 1955

### Trama
- Interpreti: Johnson Bayly (Jimmy Judd), Olwen Brookes (Mrs. Cunningham), Peter Byrne (agente Andy Crawford), George Eugeniou (Nick), Reginald Hearne (sergente Green), Katie Johnson (Emmy Judd), Katharine Page (infermiera), Arthur Rigby (sergente Flint), John Rorke (Ned Cooney), John Ruddock (Jack Judd), Sidney Vivian (Mr. Algar), Jack Warner (agente George Dixon), Billie Whitelaw (Mary Dixon), Neil Wilson (agente Tubb Barrell)